# Charlotte de Hesse-Cassel
Charlotte de Hesse-Cassel, née le 20 novembre 1627 à Cassel et morte le 26 mars 1686 à Heidelberg. Elle est la fille de Guillaume V de Hesse-Cassel et d'Amélie-Élisabeth de Hanau-Münzenberg. Elle épouse l’électeur palatin Charles Ier Louis. Elle est la mère de l'électeur Charles II, qui succède à son père à sa mort en 1680, et de la « princesse palatine » Élisabeth-Charlotte, seconde épouse du duc d'Orléans.

## Mariage et descendance
Elle se marie avec Charles Ier Louis du Palatinat, le 22 février 1650 au château de Heidelberg. Le mariage est heureux au début puis les relations se dégradent. Imbue de sa beauté, elle se refuse à son mari par crainte de tomber enceinte et de voir sa beauté s'affadir.[réf. nécessaire] Elle a néanmoins trois enfants dans les quatre premières années de son mariage, dont deux survivent :
1. Charles II du Palatinat (1651-1686) ;
2. Élisabeth-Charlotte de Bavière, la seconde épouse de  Philippe de France, duc d'Orléans « Monsieur », frère de Louis XIV ;
3. Frédéric (1653-1653)  ne vécut qu'un jour.

## Vie à Heidelberg
Elle vit dans une cour loin d'être exemplaire, entre adultère, secrets et complots. Cette infidélité, Charlotte la rencontrera avec son mari qui a pris comme maîtresse Louise de Degenfeld en 1654 qui lui donne une nombreuse postérité (mais non dynaste).
Cette trahison est pour elle une torture. Sa belle-sœur Sophie de Hanovre raconte qu'une fois, elle avait fouillé dans une armoire de son mari et a trouvé les bijoux de sa maîtresse et ses lettres. Furieuse, elle a piqué une crise devant son mari et sa sœur.
Grande, blonde, avec un nez long, une belle poitrine et avait un caractère difficile : elle était jalouse, coquette, qui peut se mettre en colère sans le cacher.[réf. nécessaire]
En 1654, son mari tombe amoureux d'une de ses dames de compagnie, Louise de Degenfeld. Il l'épouse morganatiquement en 1658, après avoir unilatéralement divorcé d'avec Charlotte. Elle reste au château de Heidelberg, dans une aile et retourne à Hesse après la mort de son mari en 1680. 
Elle meurt le 26 mars 1686 à Heidelberg.